# Chiesa ortodossa siriaca
La Chiesa ortodossa siriaca (in siriaco ܥܕܬܐ ܣܘܪܝܝܬܐ ܬܪܝܨܘܬ ܫܘܒܚܐ, ʿIdto Suryoyto Triṣuṯ Šuḇḥo; in arabo الكنيسة السريانية الأرثوذكسية‎?, al-Kanīsa al-Suriyāniyya al-Urthūdhuksiyya) è una chiesa autocefala originaria del Medio Oriente. È una delle chiese ortodosse orientali di tradizione siriaca. La chiesa è di tradizione miafisita e crede in un Cristo la cui unica natura è totalmente divina e umana; non riconosce pertanto i decreti del concilio di Calcedonia del 451.
Detta anche informalmente anche "Chiesa giacobita", utilizza come lingua liturgica il siriaco, idioma di tipo aramaico e il rito liturgico è di tipo antiocheno. I fedeli della Chiesa ortodossa siriaca sono distribuiti tradizionalmente nella regione di Tur Abdin in Turchia, in Siria centrale e in Kerala in India. A capo della Chiesa è il Patriarca siro-ortodosso di Antiochia, con sede a Damasco, capitale della Siria. Dal 31 marzo 2014 riveste questa carica Mar Ignazio Afram II.

## Aspetti generali

### Denominazione ufficiale

Diocesi della Chiesa ortodossa siriaca nel medioevo

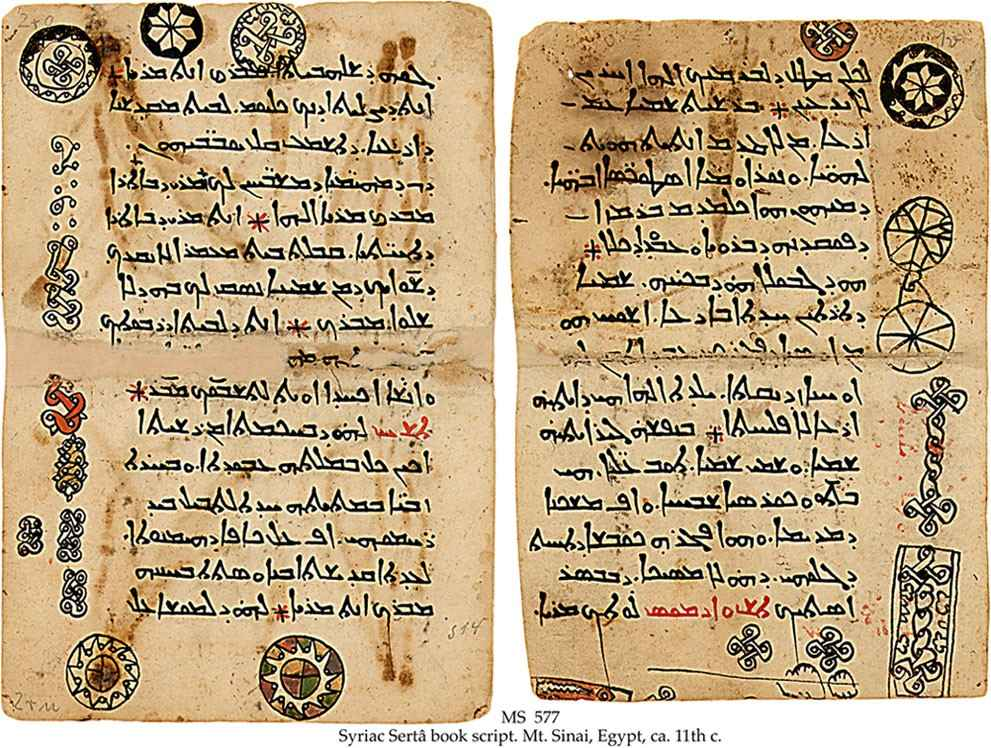
Manoscritto cartaceo dell'XI secolo. Due fogli, 20x14 cm, 16 linee in siriaco, inchiostro rosso e nero, in lingua siriaca Sertâ (Collezione Schøyen MS 577, Oslo e Londra. Monastero di Santa Caterina, Monte Sinai, Egitto. Hermologion: Heirmos 705-709)

La Chiesa è sovente chiamata "Giacobita", in onore del suo fondatore, Giacomo Baradeo o monofisita, ma queste definizioni sono state respinte oggi da alcune chiese. Un sinodo tenutosi nel 2000 ha stabilito che il nome della chiesa debba essere "Chiesa ortodossa siriaca". Prima di ciò essa era spesso chiamata "Chiesa ortodossa siriana". Il nome è stato cambiato per distinguere la Chiesa dallo Stato siriano.

### Collocazione nel cristianesimo
La Chiesa Ortodossa Siriaca si distingue dalle altre chiese ortodosse in quanto aderisce alla dottrina del Primato di Pietro, ma con una particolarità: ritiene infatti che il primato di Pietro debba essere definito “primato d'onore” piuttosto che “primato d'autorità”. Il primato d'autorità è notoriamente accettato dalla Chiesa cattolica, secondo la quale San Pietro apostolo è la “roccia” su cui Gesù ha fondato la Chiesa.

## Struttura e diffusione geografica
La Chiesa è organizzata in circa 26 arcidiocesi e 12 vicariati.
Per un'antica tradizione, i vescovi della Chiesa ortodossa siriaca possono provenire solo dal "clero bianco", cioè dai monaci. Inoltre, ad essi è richiesto il celibato. Tra i principali monasteri va segnalato quello di Mar Matti (San Matteo). Fondato nel IV secolo da un cristiano siriaco di nome Matti (Matteo), sulle alture che dominano la città di Mosul, è uno dei monasteri cristiani più antichi tuttora esistenti. Nella sua biblioteca sono conservati un'ottantina di volumi in siriaco risalenti al XV-XVI secolo.
La Chiesa è guidata da un patriarca che risiede a Damasco, capitale della Siria. L'attuale patriarca è Ignazio Afram II Karim, in carica dal 31 marzo 2014.
Secondo alcune stime, la chiesa ha oggi 2.250.000 aderenti nel mondo. La comunità maggiore conta 1 200 000 fedeli che risiedono in India. Poi ci sono 680 000 siriaci ortodossi in Siria e 5 000 in Turchia. Altre comunità in Iraq, Libano ed Israele. Lontano dai luoghi di origine, 70 000 aderenti vivono oggi in Germania, 60 000 in Svezia, 15 000 nei Paesi Bassi ed altri Paesi europei. Molti altri si sono trasferiti nelle Americhe ed in Australia.
Dipende direttamente dal patriarca, l'Associazione Evangelica dell'Est, la prima associazione missionaria della Chiesa ortodossa siriaca, fondata in India nel 1924, e riconosciuta come sede vescovile, con un proprio metropolita, membro del Santo Sinodo.

### La Chiesa siriaca in India
La Chiesa cristiana siriaca giacobita è parte integrante della Chiesa ortodossa siriaca e riconosce il patriarca di Antiochia come vertice supremo. Il patriarca nomina il "primate" della chiesa indiana, che porta il titolo di Catholicos dell'India. Attualmente la carica è ricoperta da Baselios Thomas I, ordinato nel 2002.
La messa ortodossa siriaca in Kerala è celebrata parte in siriaco e parte in lingua malayalam.

## Storia

### Antichità
Gesù parlava un dialetto dell'aramaico, un'antica lingua di ceppo semitico. È noto che l'aramaico nacque nell'area di Damasco per poi diffondersi ampiamente in tutto il Levante mediterraneo. "Aram" è la parola ebraica che indicava anticamente la Siria. 
Gli ebrei di Galilea e Samaria vivevano all'interno di un'area linguistica molto più vasta della Terra d'Israele. È quindi facilmente comprensibile che alcuni Apostoli, dopo l'Ascensione, abbiano svolto l'attività missionaria nelle terre dove l'aramaico era la lingua prevalente:
- Bartolomeo fu martirizzato nell'Aram (tra il 60 e il 68);
- San Pietro fu il primo a recarsi presso gli ebrei di Antiochia, la più grande città di ceppo semitico nel Levante;
- Giuda Taddeo e Simone si recarono in missione nelle province mesopotamiche dell'Impero persiano (dove vivevano popolazioni di lingua aramaica, tra cui famiglie ebree);
- Tommaso fu il fondatore della Chiesa di Edessa (città dove nacque la lingua siriaca)[4][5].

Un discepolo di Tommaso, Sant'Addai, fu il primo vescovo di Edessa. Da Edessa, nell'Alta Mesopotamia, il cristianesimo si diffuse lungo tutto il corso dell'Eufrate e del Tigri. Il dialetto aramaico orientale parlato a Edessa, il siriaco, divenne la lingua liturgica della Chiesa siriaca e Chiesa d'Oriente.
Il principale centro della Chiesa siriaca è Antiochia, una delle quattro sedi apostoliche della cristianità (insieme a Gerusalemme, Roma ed Alessandria). Nel 33 vi si recò a predicare San Pietro, il quale fu anche il primo vescovo della città dal 42 al 54, anno del suo trasferimento a Roma. La Chiesa di Antiochia crebbe in importanza sia per la fama del suo santo fondatore, sia perché Antiochia era una delle città più importanti dell'Oriente romano, seconda per dimensione solo ad Alessandria d'Egitto. Il concilio di Nicea I (325) riconobbe Antiochia come sede di patriarcato, assieme a Roma e Alessandria d'Egitto. Anche la Chiesa cristiana dell'impero persiano (con sede a Seleucia-Ctesifonte) riconobbe le decisioni del concilio di Nicea, nonostante il suo isolamento dalle altre chiese dell'Impero romano. Ancora per pochi anni tale Chiesa accettò l'autorità spirituale del Patriarca d'Antiochia: nel 486 la Chiesa di Seleucia-Ctesifonte proclamò la propria autonomia dottrinale. Dal secolo seguente la Chiesa di Antiochia cercò a sua volta di espandersi ad Est.
Nel IV secolo fece la sua comparsa l'istituzione dei cosiddetti Figli e figlie del patto o dell'alleanza (υἱοί τῆς διαθήκης - benai qeyama e benat qeyama), come risulta dalle opere di Efrem e Afraate, dagli Atti dei martiri e da altri documenti.
Tra IV e V secolo furono fondati nell'alta Mesopotamia i primi monasteri, tra cui: Mor Gabriel, sito a Midyat, e Mor Hanayo (sant'Anania di Damasco), sito a Tur Abdin (6 km a sud-est da Mardin). Sono entrambi tra i luoghi di culto più antichi del Medio Oriente. Mor Gabriel, fondato da San Samuele (Mor Samuel), fu ampliato grazie anche alla generosità di vari imperatori bizantini.
A partire dalla metà del V secolo si affermò nell'Impero romano d'Oriente la teologia di Eutiche, Patriarca di Costantinopoli. Secondo Eutiche, Cristo ha una sola natura, quella divina, che assorbe quella umana. La cristologia di Eutiche, nonostante venisse condannata dal concilio di Calcedonia come monofisismo (451), si diffuse in larga parte dell'impero. In Siria fu introdotta dal patriarca Severo di Antiochia intorno al 515. Dopo la sua deposizione tre anni dopo, il monofisismo fu sostenuto dal suo discepolo Giacomo Baradeo: nominato vescovo di Edessa nel 542 con la protezione dell'imperatrice Teodora (moglie di Giustiniano I), Giacomo diffuse il monofisismo in un vasto territorio, corrispondente alle odierne Siria, Anatolia, Libano, Mesopotamia ed Armenia; Giacomo Baradeo è considerato il vero fondatore della Chiesa ortodossa siriaca che, da allora, mantiene il credo monofisita.
A partire dal VI secolo si assisté a un confronto serrato con la Chiesa d'Oriente per ottenere il favore del monarca persiano. La stessa competizione avvenne con i cristiani melchiti, ovvero le comunità che avevano aderito alle formulazioni del concilio di Calcedonia. I siriaci ortodossi ottennero un punto a loro favore all'inizio del VII secolo: quando il re persiano Cosroe II (590-628) conquistò alcune regioni orientali dell'Impero bizantino, ordinò la sostituzione dei vescovi melchiti con i vescovi siro-ortodossi.

### Dal VII al XIX secolo

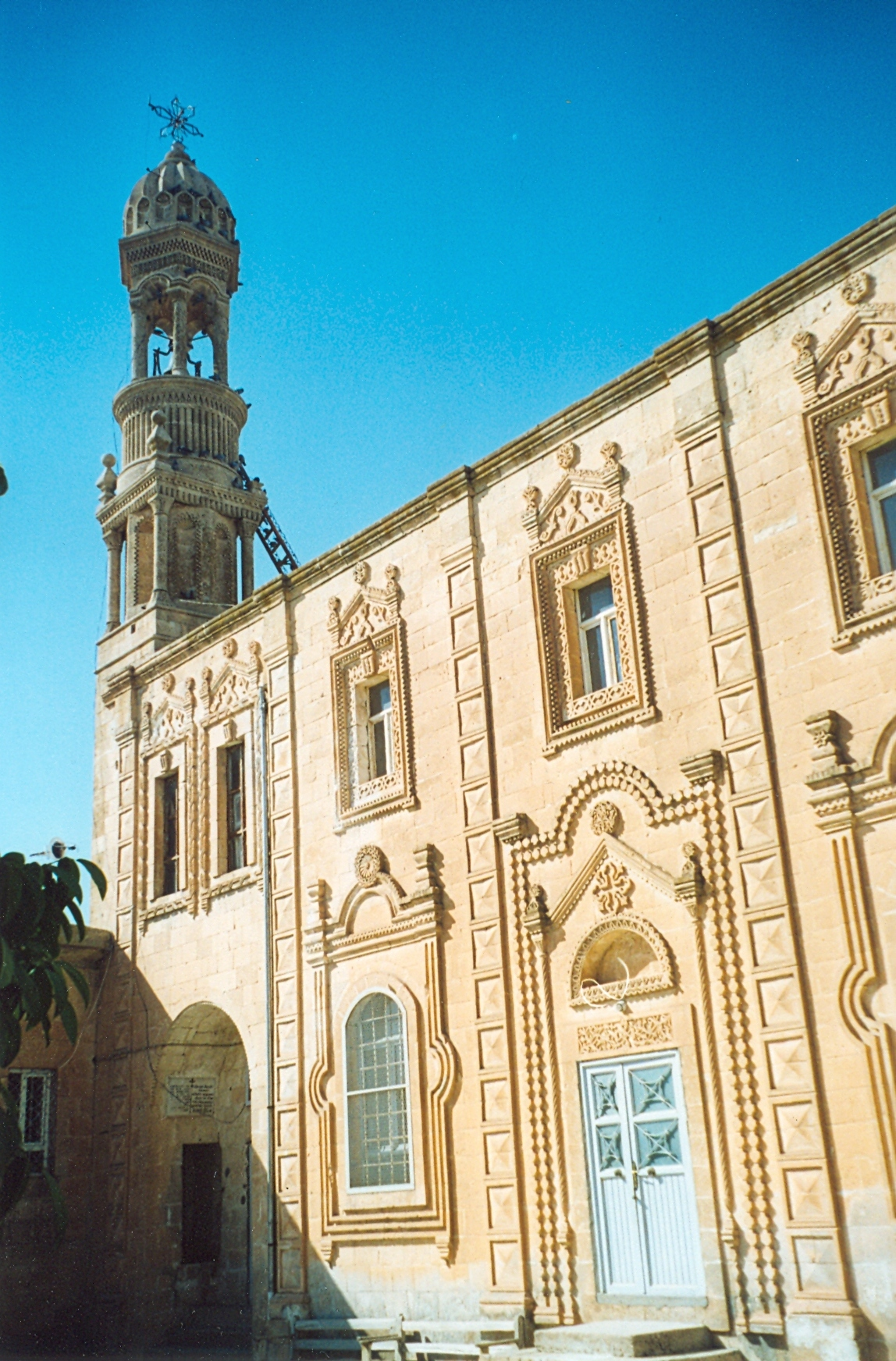
Una chiesa ortodossa siriaca a Midyat, in Turchia.

Nel VII secolo, con la conquista araba di tutto il Vicino Oriente, la Chiesa di Antiochia non poté più proseguire l'opera di evangelizzazione. Ma le scuole, teologiche e filosofiche, rimasero aperte. La stessa sede del Patriarcato fu trasferita in un monastero della Mesopotamia, dove rimase per diversi secoli. La Chiesa antiochena contava nell'Alto Medioevo venti metropoliti, con 103 diocesi, e si estendeva all'est fino all'«India Magnum». Furono fondate comunità siro-ortodosse con fedeli, senza vescovi, nel Turkestan e nel Sinkiang.
Nel 1293 il patriarcato fu insediato nel monastero Mor Hananyo. Il monastero di Mor Gabriel divenne il centro principale della Chiesa siriaco-ortodossa.

### Dal XX secolo ad oggi

La chiesa di Mor Efrem a Yeşilköy, Istanbul, inaugurata nel 2023

Durante il regno degli Ottomani la comunità siriaca ortodossa non subì repressioni né persecuzioni.
Alla fine del XIX secolo emersero nell'impero ottomano gruppi che esprimevano un acceso nazionalismo; su tutti, i Giovani Turchi. Nel 1895 nella cattedrale di Edessa vennero bruciati tremila cristiani, tra cui molti siriaci, in quello che può essere considerato l'antefatto del genocidio dei cristiani armeni. Durante la prima guerra mondiale le popolazioni cristiane furono al centro degli scontri tra turchi e curdi. Bande irregolari attaccarono i villaggi siriaci, specie nella provincia di Tur Abdin. Si calcola che perì un terzo della popolazione della zona. Molti fuggirono all'estero.
A causa delle avverse condizioni politiche, nel 1933 il patriarcato fu trasferito dalla sua sede storica, il monastero di Dayr al-Za'farān, vicino a Mardin, dove risiedeva fin dal 1293, ad Homs, in Siria, nella "Valle dei cristiani" (Wadi an Nasara).
Nel 1959 trovò la sua attuale collocazione a Damasco, capitale del Paese. La sede legale del Patriarcato è nel quartiere cristiano di Damasco, Bab Tuma (letteralmente "Porta di Tommaso"), dove si trova la Chiesa Cattedrale di San Giorgio (Eparchia siriaco-ortodossa di Damasco); il Patriarca risiede nel monastero di Mor Aphrem, a circa 25 km a nord della città.
In Turchia, a Istanbul vivono circa 15.000 siriaci, residenti soprattutto nel quartiere di Yeşilköy. In questo quartiere nell'agosto 2019 è iniziata la costruzione della prima chiesa siriaca eretta in Turchia dai tempi della repubblica. La chiesa è stata inaugurata l'8 ottobre 2023 dal presidente Erdogan.

## Personalità religiose significative
- Taziano il Siro, autore del Diatessaron (120-180 circa)
- Sant'Efrem (ܐܦܪܝܡ ܣܘܪܝܝܐ), teologo e scrittore (306-373)
- Rabbula (350 circa - 436)
- Iba di Edessa († 457), vescovo
- Giacomo Baradeo (490-578)
- Sargis Bkheera († 633), insegnante di Maometto
- Rabban Ormisda ( ܕܪܒܢ ܗܘܪܡܙܕ), monaco del VII secolo
- Severo Sebokht ( ܣܘܪܘܣ ܣܝܒܘܟܬ), vescovo e accademico (575 circa - 667)
- Giacobbe di Edessa (640 circa - 708)
- Barebreo (Bar ῾Ebrāyā, ܒܪ ܥܒܪܝܐ), teologo e vescovo (1226-1286)